# Kappl und Deininger
Die Saarländer Kriminalhauptkommissare Franz Kappl, gespielt von Maximilian Brückner, und Stefan Deininger, gespielt von Gregor Weber, sind fiktive Personen in den vom Saarländischen Rundfunk (SR) verantworteten Folgen der Krimireihe Tatort. Kappl und Deininger wurden 2012 nach sieben Fällen durch das Ermittlerduo Stellbrink und Marx abgelöst.

## Hintergrund
Als Drehorte für das Ermittlerduo dienten Saarbrücken und Umgebung.
Trotz guter Einschaltquoten und zunehmend positiver Bewertung erklärte der Saarländische Rundfunk im November 2011 das Ende des Tatorts mit Kappl und Deiniger, weil dessen Geschichte auserzählt sei. Die Verträge mit den Schauspielern wurden vor ihrem Auslaufen nicht mehr verlängert.
Da die Dreharbeiten für den letzten Fall Verschleppt zu dieser Zeit längst abgeschlossen waren, enthält der Film keinen Hinweis auf das Ausscheiden der Ermittler, und die Reihe dieses Teams endet abrupt.

## Figuren

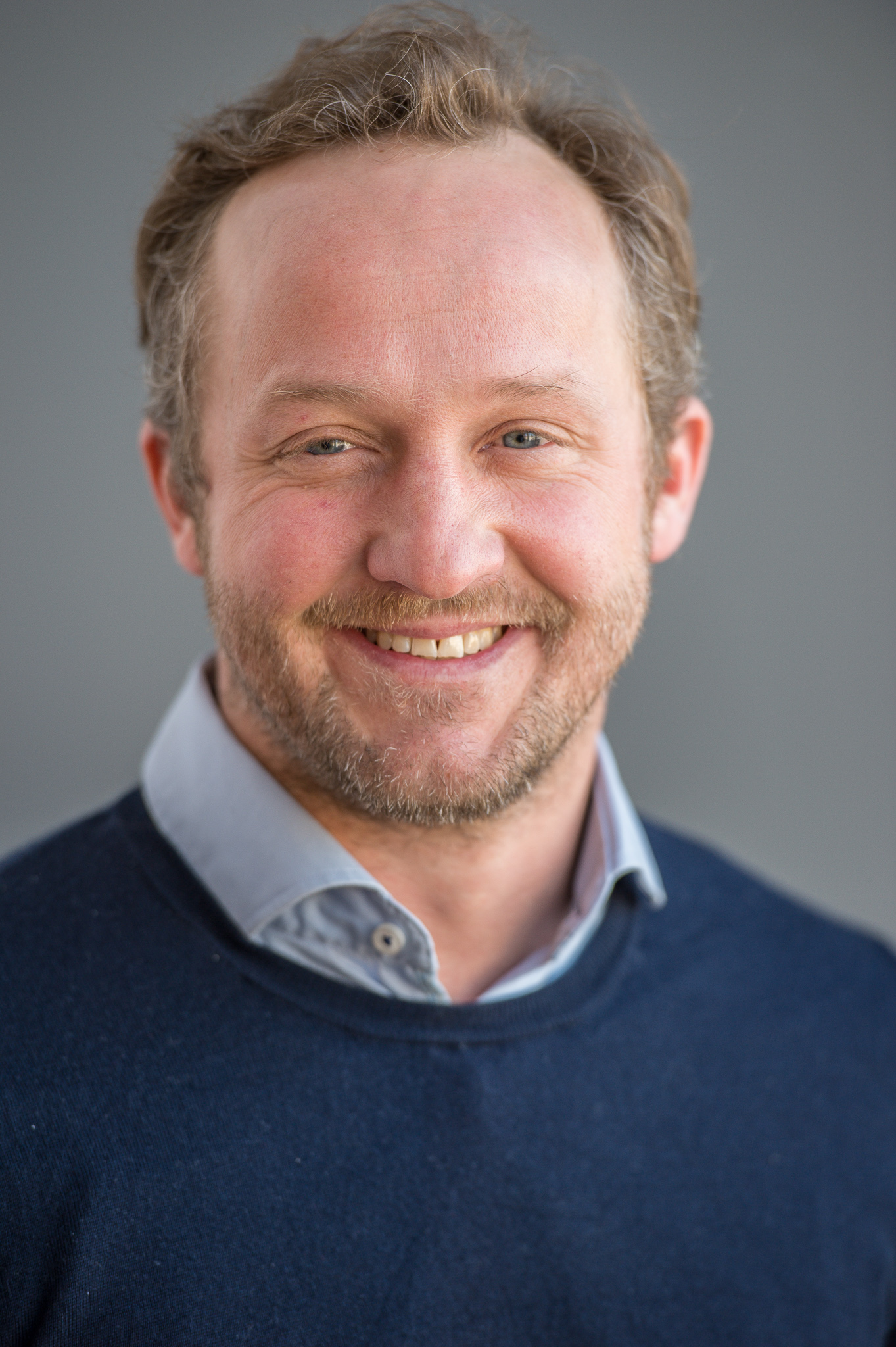
Maximilian Brückner alias Franz Kappl (2017)

### Franz Kappl
Kriminalhauptkommissar Franz Kappl wurde in Gilching (Oberbayern) am 10. Januar 1979 geboren. Ihn prägten die Erzählungen der Bibel aus der Zeit, in der er Messdiener war. Kappl, der bei der Freiwilligen Feuerwehr war, lernte die Basstuba zu spielen. 
Nachdem er bei den Gebirgsjägern in Mittenwald den Wehrdienst abgeleistet hatte, ging er von Traunstein zur Mordkommission in Saarbrücken, wo er als Leiter bei der Polizeidirektion IV eingestellt wurde. Kurz vor der Übernahme in Saarbrücken starb seine Mutter. Mit seinem Vater hielt er telefonisch Kontakt.
Da Kappl der Leiter der Mordkommission geworden war und sein Kollege Stefan Deininger sich auch um diesen Posten beworben hatte, fiel ihm die erste Zeit in Saarbrücken schwer. Kappls Arbeitsweise war sehr systematisch und mit dezidierten Anweisungen, wobei er das gesamte Team der Mordkommission bei den Ermittlungsarbeiten mit einbezog.

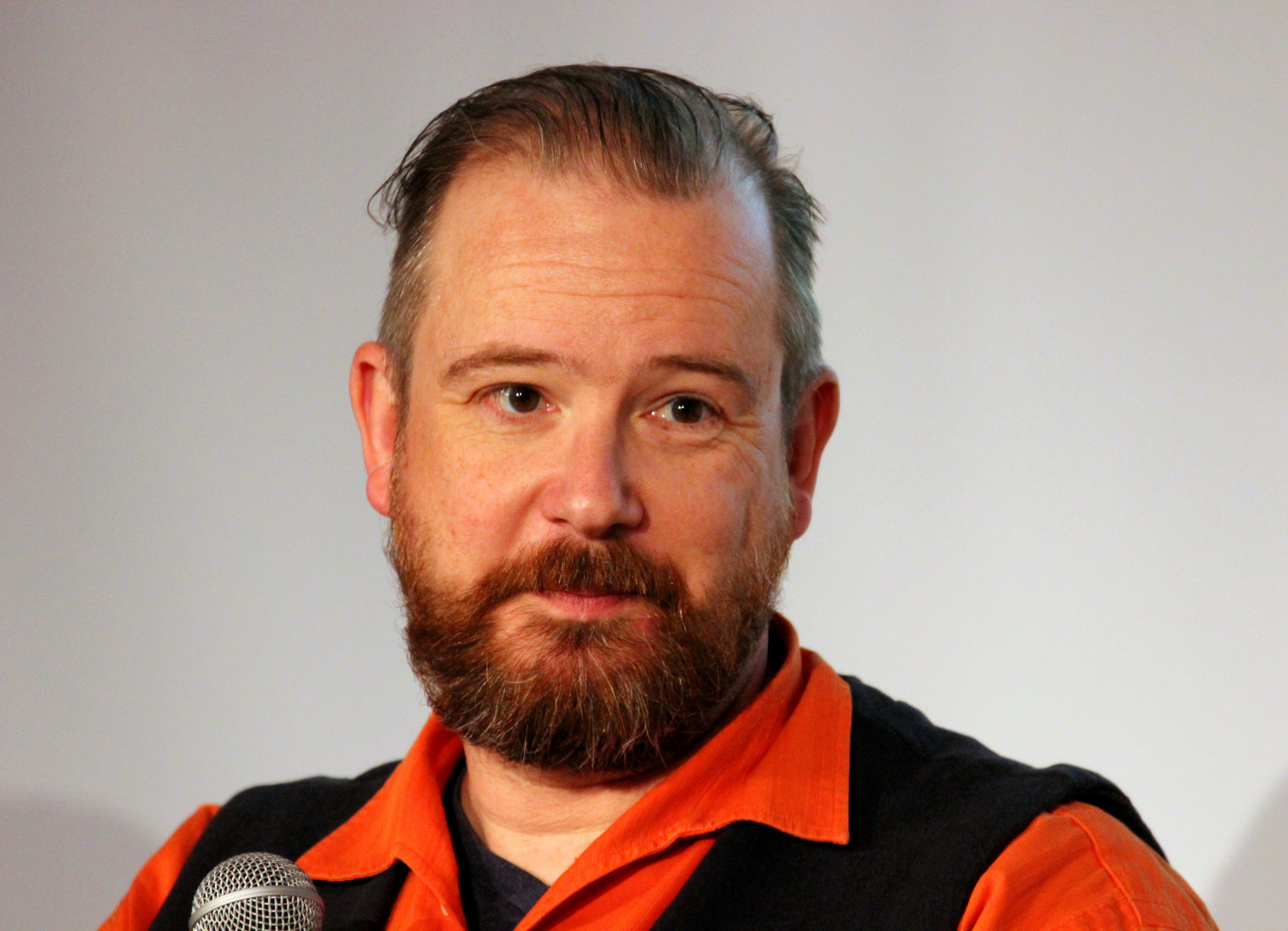
Gregor Weber alias Stefan Deininger (2016)

### Stefan Deininger
Kriminalhauptkommissar Stefan Deininger wurde in Saarbrücken am 25. Mai 1968 geboren. Er besuchte das Erich-Kästner-Gymnasium, wo er für eine Schulaufführung das Spielen des schottischen Dudelsacks erlernte. Von 1982 bis 1987 wurde er sechs Mal in Folge zum „Saarländischen Meister im Freistilringen“ gekürt, hörte dann aber aufgrund einer Verletzung auf.
Bereits im Alter von 18 Jahren sammelte er als Assistent des Kriminalhauptkommissars Max Palu erste Erfahrungen mit der Polizeiarbeit. In dieser Zeit musste er oft Gefälligkeiten tun, wogegen er sich nicht wehrte. Die Sekretärin Braun war Deininger durchwegs wohlgesinnt und riet ihm mehrmals, gegen die überhebliche Art ihres Chefs Einspruch zu erheben. Dem stand sein stiller Charakter entgegen.
Als sein Vorgesetzter Max Palu in den Ruhestand ging, machte er sich Hoffnung, sein Nachfolger zu werden. Als er bei der Bewerbung gegen Franz Kappl unterlag, verhielt er sich seinem neuen Chef gegenüber zuerst ablehnend, erst einige Zeit später versuchte sich Deininger mit der Situation zu arrangieren.

### Weitere Figuren
- Kriminaltechniker Horst Jordan (Hartmut Volle)
- Sekretärin Gerda Braun (Alice Hoffmann)
- Rechtsmedizinerin Dr. Rhea Singh (Lale Yavaş)

## Folgen
Die vorherigen Folgen mit Deininger an der Seite von Palu sind im Artikel Max Palu aufgelistet.
| Fall | Titel                    | Erstausstrahlung | Folge | Autor                                                            | Regie                     | Besonderheiten               |
| ---- | ------------------------ | ---------------- | ----- | ---------------------------------------------------------------- | ------------------------- | ---------------------------- |
| 1    | Aus der Traum …          | 15. Okt. 2006    | 643   | Fred und Léonie-Claire Breinersdorfer                            | Rolf Schübel              | Erster Fall mit Franz Kappl. |
| 2    | Der Tote vom Straßenrand | 18. Feb. 2007    | 656   | Fred und Léonie-Claire Breinersdorfer                            | Rolf Schübel              |                              |
| 3    | Das schwarze Grab        | 14. Sep. 2008    | 704   | Thomas Kirchner, nach dem gleichnamigen Roman von Martin Conrath | Gregor Schnitzler         |                              |
| 4    | Bittere Trauben          | 26. Apr. 2009    | 731   | Andreas Pflüger                                                  | Hannu Salonen             |                              |
| 5    | Hilflos                  | 24. Jan. 2010    | 754   | Stefan Schaller, Sabine Radebold                                 | Hannu Salonen             |                              |
| 6    | Heimatfront              | 23. Jan. 2011    | 789   | Uwe Wilhelm                                                      | Jochen Alexander Freydank |                              |
| 7    | Verschleppt              | 22. Jan. 2012    | 825   | Khyana el Bitar, Dörte Franke                                    | Hannu Salonen             |                              |